# 佐藤楓 (アイドル)
佐藤 楓（さとう かえで、1998年〈平成10年〉3月23日 - ）は、日本のタレント、ラジオパーソナリティであり、元アイドルであり、女性アイドルグループ乃木坂46の元メンバーである。愛知県名古屋市出身。

## 来歴
1998年（平成10年）3月23日生まれ。
2016年（平成28年）9月4日、乃木坂46の3期生オーディションに合格。出版社コラボレーション特別企画賞で「non-no」（集英社）の特別賞を受けた。同年12月10日、日本武道館で「乃木坂46 3期生『お見立て会』」が行われ、ファンに初披露された。同年12月19日、乃木坂46 3期生ブログが開設された。
2017年（平成29年）2月2日から12日にかけて開催された、3期生初公演となる舞台『3人のプリンシパル』に出演した。同年5月9日から14日にかけて、8公演実施された3期生初の単独ライブとなる「乃木坂46 三期生単独ライブ」に出演した。
2018年（平成30年）2月22日、乃木坂46公式サイトで個人ブログを開始。同年9月30日、22枚目シングル『帰り道は遠回りしたくなる』で初めて表題曲を歌唱する選抜メンバーに選ばれた。
2020年（令和2年）10月3日、テレビ番組『オールスター感謝祭'20秋』（TBS）の企画「ミニマラソン」に参加し、女性ランナー2位の記録をおさめた。
2021年（令和3年）3月23日、23歳の誕生日を迎え、自身のInstagramアカウントを開設。3月27日、テレビ番組『オールスター感謝祭’21春』（TBS）の企画「ミニマラソン」に参加し、女性芸能人ランナー1位の記録をおさめた。
同年6月18日、7月5日から放送のラジオ番組『メガネ赤札堂 presents 乃木坂46 佐藤楓の公式でんちゃんねる』（東海ラジオ）にレギュラー出演することが発表された。
2022年（令和4年）3月12日、29枚目シングル『Actually...』に収録されるアンダー曲「届かなくたって…」で初のセンターを務めることが発表された。同年10月3日スタートのテレビ愛知開局40周年記念番組『乃木坂46 佐藤楓 音色遺産〜愛知69市区町村の音集め〜』に出演。
2024年（令和6年）7月21日放送の乃木坂工事中で、自身が軍団長を務める『楓さん正そう軍団』が結成された。36枚目シングル『チートデイ』のTYPE-Dに本軍団の歌唱曲「Keep in touch」が収録された。
2025年（令和7年）3月7日、38thシングルの活動をもって乃木坂46から卒業することを発表した。同年4月5日、ぴあアリーナMMで開催された「38thSGアンダーライブ」で佐藤の卒業セレモニーが行われた。同年5月6日、ポートメッセなごやで開催されたリアルミート＆グリートをもって卒業した。同年5月9日、乃木坂46としての最後のブログ更新を行った。同年5月12日（11日深夜）放送の『乃木坂工事中』に出演し、卒業のあいさつをした。

## 人物
愛称は、でんちゃん。命名者は大園桃子で、由来は「楓」の「で」から来ている。佐藤楓という名前は、両親の出会いの場所であるカナダの国旗のモチーフ「サトウカエデ」に由来する。

### 特技・資格
乃木坂46の中では抜群に運動神経が高いと言われている。中高の部活動ではバドミントンに取り組んでおり、冠バドミントン番組が放送されるなど普及活動にも携わっている。テレビ番組『オールスター感謝祭』のミニマラソンに2020年から複数回参加しており、2021年春には女性芸能人ランナーで1位の成績だった。テレビ番組『SASUKE』（TBS）にも2021年から3年連続で出演した。
好きな教科は日本史、嫌いな教科は物理。英検準2級の資格を取得している。

### 嗜好
好きなラーメンは醤油ラーメンで、胡椒を多く入れて食べるのを好む。

### 乃木坂46
オーディションを受けたきっかけは、メンバーに会えるという思いで行った名古屋でのセミナーで秋元真夏、高山一実、中元日芽香の話を聞き、メンバーになりたいという思いが芽生えたことから。
サイリウムカラーは赤と赤。好きな楽曲は「羽根の記憶」。
他の3期生や『乃木坂工事中』のMCであるバナナマンから、棒読みであることや、物をこぼすことを指摘されている。そのため、ノギザカスキッツでは、AIに扮してコントを行ったことがある。
2024年には自身が軍団長を務める『楓さん正そう軍団』が結成された。軍団のメンバーは4期生の林瑠奈、松尾美佑と5期生の冨里奈央、中西アルノ。

### 親族・交友関係
青山学院大学で箱根駅伝に出場し、第96回大会で9区区間賞を獲得した神林勇太はいとこにあたる（佐藤の母親と神林の父親が兄弟姉妹関係）。佐藤も「全日本大学駅伝」や「ニューイヤー駅伝」などでゲスト解説を務めたことがあり「駅伝好きアイドル」として活躍している。

## 作品

### シングル
乃木坂46
- 三番目の風（2017年3月22日、SRCL-9376/7） - EAN 4547366297553。
- 未来の答え（2017年8月9日、SRCL-9495/6） - EAN 4547366319194。
- 僕の衝動（2017年10月11日、SRCL-9578/9） - EAN 4547366330359。
- 新しい世界（2018年4月25日、SRCL-9784/5） - EAN 4547366354157。
- トキトキメキメキ（2018年4月25日、SRCL-9788/9） - EAN 4547366354188。
- 三角の空き地（2018年8月8日、SRCL-9913/4） - EAN 4547366369465。
- 自分じゃない感じ（2018年8月8日、SRCL-9915/6） - EAN 4547366369472。
- 帰り道は遠回りしたくなる（2018年11月14日、SRCL-9974/82）- EAN 4547366382037。
- キャラバンは眠らない（2018年11月14日、SRCL-9974/82） - EAN 4547366382037。
- Sing Out!（2019年5月29日、SRCL-11186/94） - EAN 4547366406672。
- 僕のこと、知ってる?（2019年9月4日、SRCL-11260/8） - EAN 4547366418569。
- 〜Do my best〜じゃ意味はない（2019年9月4日、SRCL-11266/7） - EAN 4547366418606。
- 毎日がBrand new day（2020年3月25日、SRCL-11464/5） - EAN 4547366444216。
- 世界中の隣人よ（2020年5月25日）[51]
- 口ほどにもないKISS（2021年1月27日、SRCL-11682/3） - EAN 4547366487251。
- 大人たちには指示されない（2021年6月9日、SRCL-11836/7） - EAN 4547366507270。
- 錆びたコンパス（2021年6月9日、SRCL-11842/3） - EAN 4547366507317。
- マシンガンレイン（2021年9月22日、SRCL-11880/1） - EAN 4547366522303。
- 他人のそら似（2021年9月22日、SRCL-11888） - EAN 4547366522334。
- 届かなくたって…（2022年3月23日、SRCL-12104/5） - EAN 4547366549072。
- 好きというのはロックだぜ!（2022年8月31日、SRCL-12210/8） - EAN 4547366571950。
- 僕が手を叩く方へ（2022年8月31日、SRCL-12210/1） - EAN 4547366571950。
- 悪い成分（2022年12月7日、SRCL-12330/8） - EAN 4547366590166。
- 僕たちのサヨナラ（2023年3月29日、SRCL-12480/8） - EAN 4547366607307。
- さざ波は戻らない（2023年3月29日、SRCL-12486/7） - EAN 4547366607338。
- 踏んでしまった（2023年8月23日、SRCL-12620/8） - EAN 4547366626612。
- 思い出が止まらなくなる（2023年12月6日、SRCL-12630/8） - EAN 4547366650990。
- チャンスは平等（2024年4月10日、SRCL-12850/8） - EAN 4547366669053。
- 落とし物（2024年8月21日、SRCL-12950/1） - EAN 4547366693973。
- Keep in touch（2024年8月21日、SRCL-12956/7） - EAN 4547366694017。
- 夕陽は何色か?（2024年12月18日、SRCL-13072/3） - EAN 4547366716597。
- それまでの猶予（2024年12月18日、SRCL-13078） - EAN 4547366716610。
- 懐かしさの先（2025年2月3日）
- 交感神経優位（2025年3月26日、SRCL-13220/1） - EAN 4547366731125。

### アルバム
乃木坂46
- 生まれてから初めて見た夢（2017年5月24日、SRCL-9437/44） - EAN 4547366307825。
- 今が思い出になるまで（2019年4月17日、SRCL-11140/7） - EAN 4547366401325。
- Time flies（2021年12月15日、SRCL-12020/30） - EAN 4547366534184。

### 映像作品
- 佐藤楓（2017年3月22日） - EAN 4547366297522。
- NOGIBINGO!8（2018年3月16日） - EAN 4988021146821。
- 乃木坂46 5th YEAR BIRTHDAY LIVE 2017.2.20-22 SAITAMA SUPER ARENA（2018年3月28日） - EAN 4547366344523。
- 乃木坂46 真夏の全国ツアー2017 FINAL! IN TOKYO DOME（2018年7月11日） - EAN 4547366363999。
- NOGIBINGO!9（2018年10月19日） - EAN 4988021147392。
- 乃木坂46 6th YEAR BIRTHDAY LIVE 2018.07.06-08 JINGU STADIUM&CHICHIBUNOMIYA RUGBY STADIUM（2019年7月3日） - EAN 4547366411270。
- ドラマ「ザンビ」（2019年8月2日） - EAN 4988021148474。
- NOGIBINGO!10（2019年10月25日） - EAN 4988021148757。
- いつのまにか、ここにいる Documentary of 乃木坂46（2019年12月25日） - EAN 4988104123695。
- 乃木坂46 7th YEAR BIRTHDAY LIVE 2019.2.21-24 KYOCERA DOME OSAKA（2020年2月5日） - EAN 4547366438956。
- 乃木坂46 8th YEAR BIRTHDAY LIVE 2020.2.21-24 NAGOYA DOME（2020年12月23日） - EAN 4547366482812。
- NOGIZAKA46 Mai Shiraishi Graduation Concert 〜Always beside you〜（2021年3月10日） - EAN 4547366491104。
- ノギザカスキッツACT2 第1巻（2021年7月30日） - EAN 4988021718608, EAN 4988021140829。
- ノギザカスキッツACT2 第2巻（2021年10月22日） - EAN 4988021718615, EAN 4988021140836。
- 乃木坂46 9th YEAR BIRTHDAY LIVE 5DAYS（2022年6月8日） - EAN 4547366541441, EAN 4547366541465。
- 乃木坂スター誕生!2 第1巻（2022年7月22日） - EAN 4988021718974, EAN 4988021141550。
- 乃木坂スター誕生!2 第2巻（2022年10月28日） - EAN 4988021718981, EAN 4988021141567。
- 乃木坂46 真夏の全国ツアー2021 FINAL! IN TOKYO DOME（2022年11月16日） - EAN 4547366576009, EAN 4547366576016。
- 乃木坂46 10th YEAR BIRTHDAY LIVE（2023年2月22日） - EAN 4547366594324, EAN 4547366594447。
- さ〜ゆ〜Ready?さゆりんご軍団ライブ/松村沙友理 卒業コンサート（2023年4月26日）[52]
- 生田絵梨花 卒業コンサート（2023年4月26日）[52]
- NOGIZAKA46 ASUKA SAITO GRADUATION CONCERT（2023年10月25日） - EAN 4547366631012, EAN 4547366631098。
- 乃木坂46 11th YEAR BIRTHDAY LIVE 5DAYS（2024年2月21日） - EAN 4547366660128, EAN 4547366660135。
- MIZUKI YAMASHITA GRADUATION CONCERT（2024年10月2日） - EAN 4547366701180, EAN 4547366701227。
- 乃木坂46 12th YEAR BIRTHDAY LIVE（2025年2月12日） - EAN 4547366722253。

## 出演

### ラジオ
- 乃木坂46 佐藤楓の公式でんちゃんねる[注 2][18]（2021年7月5日 - 2025年5月3日、東海ラジオ）パーソナリティ[18]

### テレビドラマ
- ザンビ（2019年1月24日 - 3月28日、日本テレビ）関あずさ 役[53]

### その他のテレビ番組
- 乃木坂46佐藤楓の世界バドミントンが46倍楽しくなるTV（2018年7月27日、CSテレ朝チャンネル）[54]
- 乃木坂46 佐藤楓 音色遺産〜愛知69市区町村の音集め〜（2022年10月3日 - 2024年2月25日、テレビ愛知）[20][55]
- 新春スポーツスペシャル ニューイヤー駅伝（2022年1月1日、2023年1月1日、TBS）コメント出演[49][56]